# 米蘭時裝週
米蘭時裝週（義大利語：Settimana della moda di Milano）起源於1958年，由義大利國家時裝商會（義大利語：Camera Nazionale della Moda Italiana）作為主辦方，四大時裝週之一。每年舉辦兩次，2、3月舉辦當年秋冬時裝週，9、10月舉辦次年春夏時裝週。

## 历史
起源於1958年，是全球“四大時裝週”之一，其餘為巴黎、倫敦及紐約時裝週。米蘭時裝週每年舉辦兩次，2、3月舉辦當年秋冬時裝週，9、10月舉辦次年春夏時裝週。四大時裝週每次的舉辦次序為：紐約、倫敦、米蘭、巴黎。
米蘭時裝週部分活動是由義大利國家時裝商會作為主辦方，負責在米蘭的時尚活動和走秀。
1958年6月11日在羅馬大街維多利奧·埃馬努埃萊奧蘭多3號的格蘭酒店誕生了現在“義大利國家時裝商會”的前身“意大利時裝工會”。工會的總部初步設在羅馬西班牙廣場93號。在成立初期一些重要的成員義大利高級時裝之家和一些個人如：博雷洛的瑪利亞·安東內利、羅伯特·卡布奇、卡拉喬洛·吉乃蒂公主、阿爾貝托·法吉阿尼、喬瓦尼·凱撒·桂蒂、卡扎的吉爾馬拿·馬魯切利、艾米利奧·費德利科·舒伯特、法吉阿尼的西蒙內特·科洛娜·蒂·切撒洛、茱莉·威楠梓阿尼、佛郎切斯科·博雷羅、喬瓦尼·巴蒂斯塔·喬吉尼和律師彼得·帕利西奧在當時都起到了推動行業發展的重要作用。